# Eric Clapton
Eric "Slowhand" Clapton MBE  (født Eric Patrick Clapton den 30. marts 1945) er en britisk guitarist. Eric Clapton er af Rolling Stone Magazine anset som den næstbedste guitarist gennem tiderne.
Clapton har tydelige rødder i bluesmusikken og sammen med bl.a. B.B. King, er han nok en af de personer, der har betydet mest for udbredelsen af blues verden over. Han udtalte engang, at hans opvækst som faderløs nok har disponeret ham til at tage blues-genren op i første omgang; "man skal have oplevet en form for emotionelt traume for at spille blues" skal han på et tidspunkt have sagt.
Clapton har i et interview indrømmet, at han nok ikke spiller så godt i dag som han gjorde i sin ungdom. Han udtaler i omtalte interview; "jeg så en gammel video med mig selv på Youtube, mange af de ting jeg gjorde dengang, kan jeg ikke længere eller forsøger ikke på at gøre".
Clapton opnåede i slutningen af 1960'erne berømmelse som medlem af The Yardbirds, John Mayall & the Bluesbreakers, Cream, Blind Faith, Delaney & Bonnie & Friends og Derek and the Dominoes. Han har siden 1974 næsten udelukkende optrådt som solist. En undtagelse var i 2005, da han sammen med de originale Cream-medlemmer Jack Bruce og Ginger Baker gendannede trioen og gav koncerter i Royal Albert Hall i London samt i Madison Square Garden i New York. London-koncerterne er udgivet på en dvd med interviews som bonus-materiale.
Eric Clapton har lavet sin egen musik. Bl.a. er superhittene "Layla" og "Sunshine of Your Love" (sammen med Cream) fra hans hånd, men han har også lavet kopiversioner af andre populære numre som fx Bob Marleys "I Shot the Sheriff" og J. J. Cales "After Midnight" og "Cocaine". Han har endvidere spillet en lang række blues standards.
I 2003 købte han halvdelen af den engelske herreekvipering Cordings Piccadilly i London. Ejeren, Noll Uloth, forsøgte på dette tidspunkt at redde butikken fra at lukke, og han havde kontaktet Clapton, sin "bedste kunde", inden for 5 minutter havde Clapton svaret, at "jeg kan ikke lade det sket".

## Tragedierne
Clapton blev gift med Patti Boyd, som havde været i et forhold med Claptons gode ven, beatlen George Harrison. I 1984, mens Eric Clapton stadig var gift med Pattie Boyd, begyndte han et forhold til Yvonne Kelly, som han fik en datter med. Eric Clapton og Pattie Boyd blev skilt i 1989. Før det havde han en affære med den italienske model Lory Del Santo, som fødte deres søn i august 1986. Der indtraf flere tragedier i Eric Claptons liv de følgende år. Den 27. august 1990 døde tre musikere, der turnerede med ham, bl.a. guitarist Stevie Ray Vaughan, i et helikopterstyrt mellem to koncerter. Den 20. marts 1991 døde hans søn Conor, som var 4 år gammel, da han faldt ud af vinduet fra 53. etage i en lejlighed i New York City.
Eric Claptons følelser udfoldede sig gennem sangen "Tears in Heaven", som han skrev sammen med Will Jennings. Han fik seks grammy'er det år for "Tears in Heaven" og for albummet Unplugged.

## Diskografi
- 1970 Eric Clapton
- 1972 The History of Eric Clapton
- 1972 Eric Clapton at His Best
- 1973 Clapton
- 1973 Live at the Fillmore (Derek & The Dominos Live 1970)
- 1973 Eric Clapton's Rainbow Concert (Live 1973)
- 1974 461 Ocean Boulevard
- 1975 There's One in Every Crowd
- 1975 E.C. Was Here (Live 1975)
- 1976 No Reason to Cry
- 1977 Slowhand
- 1978 Backless
- 1980 Just One Night (Live 1979)
- 1981 Another Ticket
- 1982 Time Pieces: Best Of Eric Clapton
- 1983 Money and Cigarettes
- 1984 Too Much Monkey Business (The Yardbirds Live)
- 1984 Backtrackin'
- 1985 Behind the Sun
- 1986 August
- 1987 The Cream of Eric Clapton
- 1988 Crossroads
- 1989 Homeboy
- 1989 Journeyman
- 1990 The Layla Sessions
- 1991 24 Nights (Live 1990)
- 1992 Rush
- 1992 Unplugged
- 1994 From the Cradle
- 1995 The Cream of Clapton
- 1996 Crossroads 2: Live in the Seventies
- 1998 Pilgrim
- 1999 The Blues (Dobbelt Disc Set)
- 1999 Clapton Chronicles: The Best of Eric Clapton
- 2000 Riding With the King (med B.B. King)
- 2001 Reptile
- 2002 One More Car, One More Rider (Live 2001)
- 2004 Me and Mr. Johnson
- 2004 Sessions for Robert J.
- 2005 Back Home
- 2006 The Road to Escondido (Med J.J. Cale)
- 2010 Clapton
- 2013 Old Sock[3]
- 2014 The Breeze: An Appreciation of JJ Cale
- 2016 I Still Do
- 2018 Happy Xmas
- 2024 Meanwhile